# 帕勞國徽
帕勞國徽有兩種：一種為政府徽，另一種為國會徽。政府徽和國會徽皆為圓形。中間繪有當地傳統的房屋，前方的旗幟以英語書以「OFFICIAL SEAL」（正式印璽）。政府徽房屋下方書有「自治共和國」成立的年份1981年，兩旁飾以植物枝條，外環書以「帕劳共和国政府」。國會徽沒有年份，外環書有「帕劳共和国」和帕劳语「國會」。